# 马上桥花厅
马上桥花厅位于浙江省金华市东阳市湖溪镇马上桥村，始建于清嘉庆二十五年（1820年），落成于清道光十年（1830年），又名“一经堂”，是当地富商吕富进的住宅。建筑面南向，前后共四进，由门楼、照壁、正厅和两进后堂组成，左右设厢房。建筑中运用了大量的木雕技术，是东阳木雕和传统民居相结合的典范。1997年8月列入浙江省文物保护单位，2013年5月列入第七批全国重点文物保护单位。